# 1993 UM8
1993 UM8 är en asteroid i huvudbältet som upptäcktes den 20 oktober 1993 av den belgiske astronomen Eric W. Elst vid La Silla-observatoriet.
Den tillhör asteroidgruppen Maria.